# Werner Lueg
Werner Lueg (Alemania, 16 de septiembre de 1931-13 de julio de 2014) fue un atleta alemán, especialista en la prueba de 1500 m en la que llegó a ser medallista de bronce olímpico en 1952.

## Carrera deportiva
En los JJ. OO. de Helsinki 1952 ganó la medalla de bronce en los 1500 metros, corriéndolos en un tiempo de 3:45.4 segundos, llegando a meta tras el luxemburgués Josy Barthel y el estadounidense Bob McMillen (plata).